# Novembre 1891

## Événements
- 3 novembre : le président brésilien Manuel Deodoro da Fonseca choisit de dissoudre l'Assemblée nationale et d'imposer un pouvoir dictatorial, mais poussé à la démission par une révolte de la Marine, il cède le pouvoir le 23 novembre au vice-président Floriano Peixoto (le maréchal de fer). Il annule la dissolution, révoque tous les gouverneurs qui avaient soutenu Deodoro et se rend maître de la situation. Il maintient la République sous la protection de l’armée.

## Naissances
- 5 novembre : Martín Chambi, photographe péruvien. († 13 septembre 1973).
- 7 novembre : Miriam Cooper, actrice américaine.
- 13 novembre : Jean-Baptiste Gorren (mort en 1972), mathématicien et philosophe marxiste belge
- 14 novembre : Frederick Banting, médecin et codécouvreur de l'insuline.
- 15 novembre :
  - Erwin Rommel, maréchal allemand († 14 octobre 1944).
  - Vincent Astor, (+ 1959)
- 17 novembre : Eudore Misonne, peintre et aquarelliste belge
- 23 novembre : Alexandre Rodtchenko, peintre, sculpteur, photographe et designer russe († 3 décembre 1956).

## Décès
- 10 novembre : Arthur Rimbaud, poète français (° 1854).
- 25 novembre : William Notman, photographe.